# Eduardo Salhuana
Eduardo Salhuana Cavides (Cusco, 1 de septiembre de 1962) es un abogado y político peruano. Fue presidente del Congreso de la República del Perú para el periodo legislativo 2024-2025. Ejerce también como Congresista de la república por Madre de Dios para el periodo 2021-2026 y anteriormente en el periodo 2001-2006. Fue ministro de Justicia durante el gobierno de Alejandro Toledo en el 2005 y diputado de 1990-1992.

## Biografía
Nació en Cuzco el 1 de septiembre de 1962. En 1980, estudió la carrera de Derecho y Ciencias Políticas en la Universidad Nacional de San Antonio Abad del Cusco, graduándose como abogado en 1986. Durante su estadía en la universidad fue dirigente universitario además de conformar una asociación de estudiantes de Madre de Dios en Cusco. Posteriormente, fue parte de Izquierda Unida y se relacionó con militantes de Patria Roja o de Javier Diez Canseco.
En su trayectoria profesional, fue juez mixto de Puerto Maldonado; vocal de la Sala Mixta y Descentralizada de Madre de Dios; asesor legal de organizaciones de base y gremios representativos de Madre de Dios (como la Federación Minera de Madre de Dios), y decano del Colegio de Abogados de Madre de Dios (2000-2001).

## Vida política

### Diputado
En las elecciones generales de 1990, fue elegido como diputado de la república en representación de Madre de Dios por la Izquierda Unida, con 4035 votos, para el periodo parlamentario 1990-1995.
El 2 de abril de 1992, su cargo parlamentario fue interrumpido tras el golpe de Estado decretado por el entonces presidente, Alberto Fujimori.
Para las elecciones municipales de 1998, Salhuana fue candidato a la alcaldía de Tambopata por Todos por Madre de Dios. Sin embargo, no resultó elegido.

### Congresista (2001-2006)
Luego de la caída del régimen de Alberto Fujimori, se convocaron a elecciones generales para 2001, donde Salhuana postuló nuevamente al Congreso representando a Madre de Dios como miembro del partido Renacimiento Andino, de Ciro Gálvez. Resultó elegido, con 7910 votos, para el periodo parlamentario 2001-2006.
Durante su función parlamentaria, integró las comisiones de Justicia, Constitución y Presupuesto. Fue también presidente de la Comisión de Amazonía, Asuntos Indígenas y Afroperuanos. Fue uno de los impulsores en declarar de interés nacional la carretera Interoceánica sur, que consideraba fundamental para lograr la integración económica con el Brasil.
Se integró a la bancada de Perú Posible, donde luego se inscribió como militante.

### Ministro de Justicia
El 25 de febrero del 2005, fue nombrado como ministro de Justicia por el presidente Alejandro Toledo.
Permaneció en el cargo hasta su renuncia en agosto de 2005, tras la caída del gabinete presidido por Carlos Ferrero Costa.
Luego de culminar su periodo parlamentario, Salhuana intentó postular a la reelección en las elecciones generales de 2006 por Perú Posible. Sin embargo, no resultó reelegido.
En las elecciones regionales y municipales de 2010, Salhuana fue candidato a la presidencia regional de Madre de Dios por Perú Posible. Pasando las elecciones, no resultó elegido tras la victoria de José Aguirre Pastor.
Para las elecciones generales de 2011, postuló nuevamente al Congreso de la República por la Alianza Perú Posible, resultando no elegido. De igual manera, en las elecciones de 2016, donde no tuvo éxito.
En 2015, fue nombrado gerente general del Gobierno Regional de Madre de Dios.

### Congresista
Para las elecciones generales de 2021, Salhuana se integró al partido Alianza para el Progreso, de César Acuña, postuló por cuarta vez al Parlamento y logró ser elegido, con 3013 votos, para el periodo parlamentario 2021-2026.
Ejerció como vocero de la bancada.

## Controversias

### Cuestionamientos por relación con Eloy Saxi
Eduardo Salhuana, junto a Saby Meza, una de sus asesoras, ejerció la defensa del minero informal Eloy Saxi. Debido a la denuncia, Salhuana reconoció los hechos pero declaró que se apartó de la defensa legal antes de la campaña al congreso de la república. Sin embargo, se denunció que el 7 de junio del 2021, Salhuana firmó un escrito como abogado de Saxi siendo que dicha fecha era posterior a la segunda vuelta de las elecciones del 2021.